# Diascia capensis
Diascia capensis là một loài thực vật có hoa trong họ Huyền sâm. Loài này được (L.) Britten mô tả khoa học đầu tiên năm 1909.